# Jura (departement)
Jura är ett departement i regionen Bourgogne-Franche-Comté i östra Frankrike intill gränsen mot Schweiz. I den tidigare regionindelningen som gällde fram till 2015 tillhörde Jura regionen Franche-Comté.Huvudort är Lons-le-Saunier. Departementet har fått sitt namn efter Jurabergen. I departementet finns vinregionen Jura, som är Frankrikes minsta.